# Chlorophorus muscifluvis
Chlorophorus muscifluvis är en skalbaggsart som beskrevs av J. Linsley Gressitt 1951. Chlorophorus muscifluvis ingår i släktet Chlorophorus och familjen långhorningar. Inga underarter finns listade i Catalogue of Life.